# Saint-Gervais-du-Perron
Pour les articles homonymes, voir Saint-Gervais et Perron.
Saint-Gervais-du-Perron est une commune française, située dans le département de l'Orne en région Normandie, peuplée de 346 habitants.

## Géographie
Saint-Gervais-du-Perron est une commune située à 13 km au nord d'Alençon et 7 km au sud de Sées. La commune a une superficie de 1 128 hectares dont 400 en forêts.
Elle est formée par trois agglomérations :
- Saint-Gervais, près de l'église et du château,
- Le Perron au centre, sur l'ancienne route Alençon - Sées,
- Saint-Laurent-de-Beauménil.

| Le Bouillon                                                  | La Chapelle-près-Sées                              | Neauphe-sous-Essai |
| Écouves (comm. dél. de Radon, par un angle, et Vingt-Hanaps) | Saint-Gervais-du-Perron                            | Bursard            |
| Écouves (comm. dél. de Vingt-Hanaps)                         | Écouves (comm. dél. de Vingt-Hanaps), Ménil-Erreux | Ménil-Erreux       |

### Hydrographie
La commune est située dans le bassin Loire-Bretagne. Elle est drainée par le Vande, le Bézier, le Martréza et le ruisseau de Bézier,.
Le Vande, d'une longueur de 22 km, prend sa source dans la commune du Bouillon et se jette  dans la Vézone à Essay, après avoir traversé sept communes. 

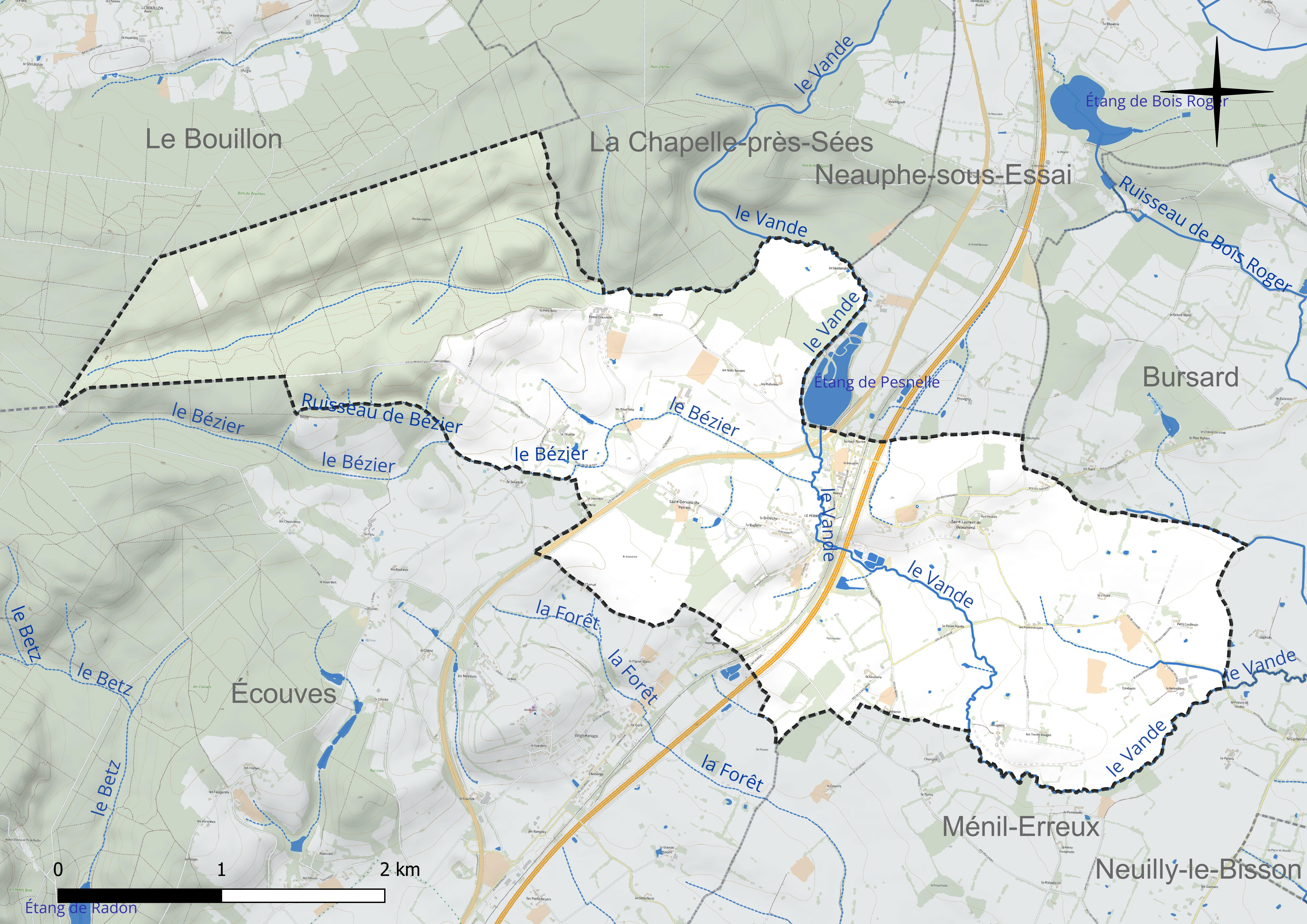
Réseau hydrographique de Saint-Gervais-du-Perron.

### Climat
Pour des articles plus généraux, voir Climat de la Normandie et Climat de l'Orne.
En 2010, le climat de la commune est de type climat océanique dégradé des plaines du Centre et du Nord, selon une étude du CNRS s'appuyant sur une série de données couvrant la période 1971-2000. En 2020, Météo-France publie une typologie des climats de la France métropolitaine dans laquelle la commune est dans une zone de transition entre le climat océanique et le climat océanique altéré et est dans la région climatique Normandie (Cotentin, Orne), caractérisée par une pluviométrie relativement élevée (850 mm/a) et un été frais (15,5 °C) et venté. Parallèlement le GIEC normand, un groupe régional d’experts sur le climat, différencie quant à lui, dans une étude de 2020, trois grands types de climats pour la région Normandie, nuancés à une échelle plus fine par les facteurs géographiques locaux. La commune est, selon ce zonage, exposée à un « climat des plateaux abrités », se caractérisant par une pluviométrie et des contraintes thermiques modérées mais aussi, par effet de continentalité, des températures plus contrastées qu'au nord dans la plaine de Caen, avec communément 10 à 15 jours par an de plus de froid en hiver et de chaleur en été.
Pour la période 1971-2000, la température annuelle moyenne est de 10,6 °C, avec une amplitude thermique annuelle de 14,4 °C. Le cumul annuel moyen de précipitations est de 756 mm, avec 12,3 jours de précipitations en janvier et 7,4 jours en juillet. Pour la période 1991-2020, la température moyenne annuelle observée sur la station météorologique la plus proche, située sur la commune de Villeneuve-en-Perseigne à 12 km à vol d'oiseau, est de 10,8 °C et le cumul annuel moyen de précipitations est de 770,2 mm,. Pour l'avenir, les paramètres climatiques de la commune estimés pour 2050 selon différents scénarios d’émission de gaz à effet de serre sont consultables sur un site dédié publié par Météo-France en novembre 2022.

## Urbanisme

### Typologie
Au 1er janvier 2024, Saint-Gervais-du-Perron est catégorisée commune rurale à habitat dispersé, selon la nouvelle grille communale de densité à sept niveaux définie par l'Insee en 2022.
Elle est située hors unité urbaine. Par ailleurs la commune fait partie de l'aire d'attraction d'Alençon, dont elle est une commune de la couronne,. Cette aire, qui regroupe 89 communes, est catégorisée dans les aires de 50 000 à moins de 200 000 habitants,.

### Occupation des sols
L'occupation des sols de la commune, telle qu'elle ressort de la base de données européenne d’occupation biophysique des sols Corine Land Cover (CLC), est marquée par l'importance des territoires agricoles (68,9 % en 2018), une proportion identique à celle de 1990 (68,9 %). La répartition détaillée en 2018 est la suivante : 
prairies (51,6 %), forêts (27,4 %), terres arables (14 %), zones agricoles hétérogènes (3,2 %), zones urbanisées (2,1 %), milieux à végétation arbustive et/ou herbacée (1,6 %). L'évolution de l’occupation des sols de la commune et de ses infrastructures peut être observée sur les différentes représentations cartographiques du territoire : la carte de Cassini (XVIIIe siècle), la carte d'état-major (1820-1866) et les cartes ou photos aériennes de l'IGN pour la période actuelle (1950 à aujourd'hui).

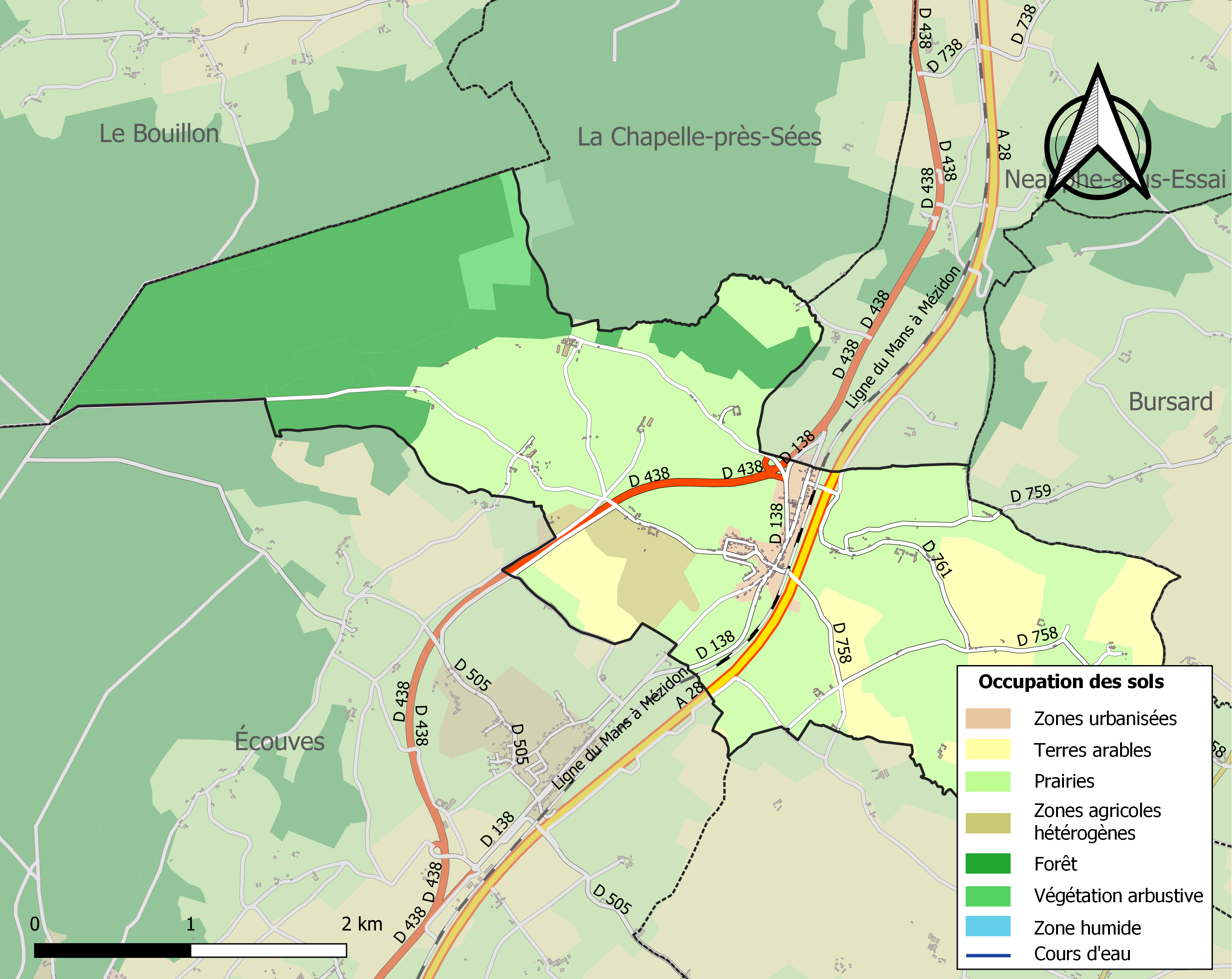
Carte des infrastructures et de l'occupation des sols de la commune en 2018 (CLC).

## Toponymie
Le nom de la localité est attesté sous la forme Saint Gervais du Peyroux en 1789, Saint-Gervais-du-perron en 1801.
L'église et la paroisse sont dédiées à saint Gervais, martyr chrétien du Ier siècle.
Le Perron, du nom de l'agglomération sur l'ancienne route Alençon-Sées, est dérivé du latin petra (« pierre »), de l'ancien français perron, « grosse pierre ».
Au cours de la période révolutionnaire de la Convention nationale (1792-1795), la commune a porté le nom de L'Unité-du-Perron en 1793.
Le gentilé est Perronnais.

## Histoire
En 1839, Saint-Gervais-du-Perron (244 habitants en 1836) absorbe Saint-Laurent-de-Beauménil (271 habitants),, à l'est du territoire.

## Politique et administration
| Période                                  | Période   | Identité      | Étiquette | Qualité    |
| ---------------------------------------- | --------- | ------------- | --------- | ---------- |
| 1983                                     | 1995      | André Leconte |           |            |
| 1995                                     | mars 2008 | Jacques Bozo  |           |            |
| mars 2008                                | En cours  | Damien Roger  | SE        | Professeur |
| Les données manquantes sont à compléter. |           |               |           |            |

Le conseil municipal est composé de onze membres dont le maire et trois adjoints.

## Démographie
L'évolution du nombre d'habitants est connue à travers les recensements de la population effectués dans la commune depuis 1793. Pour les communes de moins de 10 000 habitants, une enquête de recensement portant sur toute la population est réalisée tous les cinq ans, les populations de référence des années intermédiaires étant quant à elles estimées par interpolation ou extrapolation. Pour la commune, le premier recensement exhaustif entrant dans le cadre du nouveau dispositif a été réalisé en 2006.
En 2022, la commune comptait 346 habitants, en évolution de −8,47 % par rapport à 2016 (Orne : −3,21 %, France hors Mayotte : +2,11 %).
Saint-Gervais-du-Perron a compté jusqu'à 504 habitants en 1841, mais les deux communes de Saint-Gervais-du-Perron et de Saint-Laurent-de-Beauménil, fusionnées en 1839, avaient totalisé 550 habitants lors du premier recensement républicain, en 1793 (respectivement 320 et 230 habitants).
| 1793 | 1800 | 1806 | 1821 | 1836 | 1841 | 1846 | 1851 | 1856 |
| ---- | ---- | ---- | ---- | ---- | ---- | ---- | ---- | ---- |
| 320  | 156  | 280  | 300  | 244  | 504  | 481  | 493  | 498  |

| 1861 | 1866 | 1872 | 1876 | 1881 | 1886 | 1891 | 1896 | 1901 |
| ---- | ---- | ---- | ---- | ---- | ---- | ---- | ---- | ---- |
| 478  | 465  | 423  | 429  | 380  | 391  | 327  | 314  | 343  |

| 1906 | 1911 | 1921 | 1926 | 1931 | 1936 | 1946 | 1954 | 1962 |
| ---- | ---- | ---- | ---- | ---- | ---- | ---- | ---- | ---- |
| 341  | 310  | 265  | 289  | 269  | 260  | 309  | 291  | 297  |

| 1968 | 1975 | 1982 | 1990 | 1999 | 2006 | 2011 | 2016 | 2021 |
| ---- | ---- | ---- | ---- | ---- | ---- | ---- | ---- | ---- |
| 227  | 222  | 249  | 293  | 283  | 312  | 373  | 378  | 351  |

| 2022 | - | - | - | - | - | - | - | - |
| ---- | - | - | - | - | - | - | - | - |
| 346  | - | - | - | - | - | - | - | - |

## Lieux et monuments
- Bornes de la forêt d'Écouves, inscrites au titre des Monuments historiques depuis le 15 avril 1987[26].
- Église Saint-Gervais-et-Saint-Protais, du XIXe siècle.

## Activité et manifestations
- Procession de la Fête-Dieu en juin.
- Fête communale début juillet.

## Personnalités liées
Le couturier Pierre Cardin a acheté le domaine de Beaumenil au début des années 1960 avant de le revendre en 1972. Il y a partagé des moments avec la comédienne Jeanne Moreau.